# Criotettix triangularis
Criotettix triangularis is een rechtvleugelig insect uit de familie doornsprinkhanen (Tetrigidae). De wetenschappelijke naam van deze soort is voor het eerst geldig gepubliceerd in 2008 door Zheng.
1. ↑  (en) Criotettix triangularis op de IUCN Red List of Threatened Species.